# Peduccio

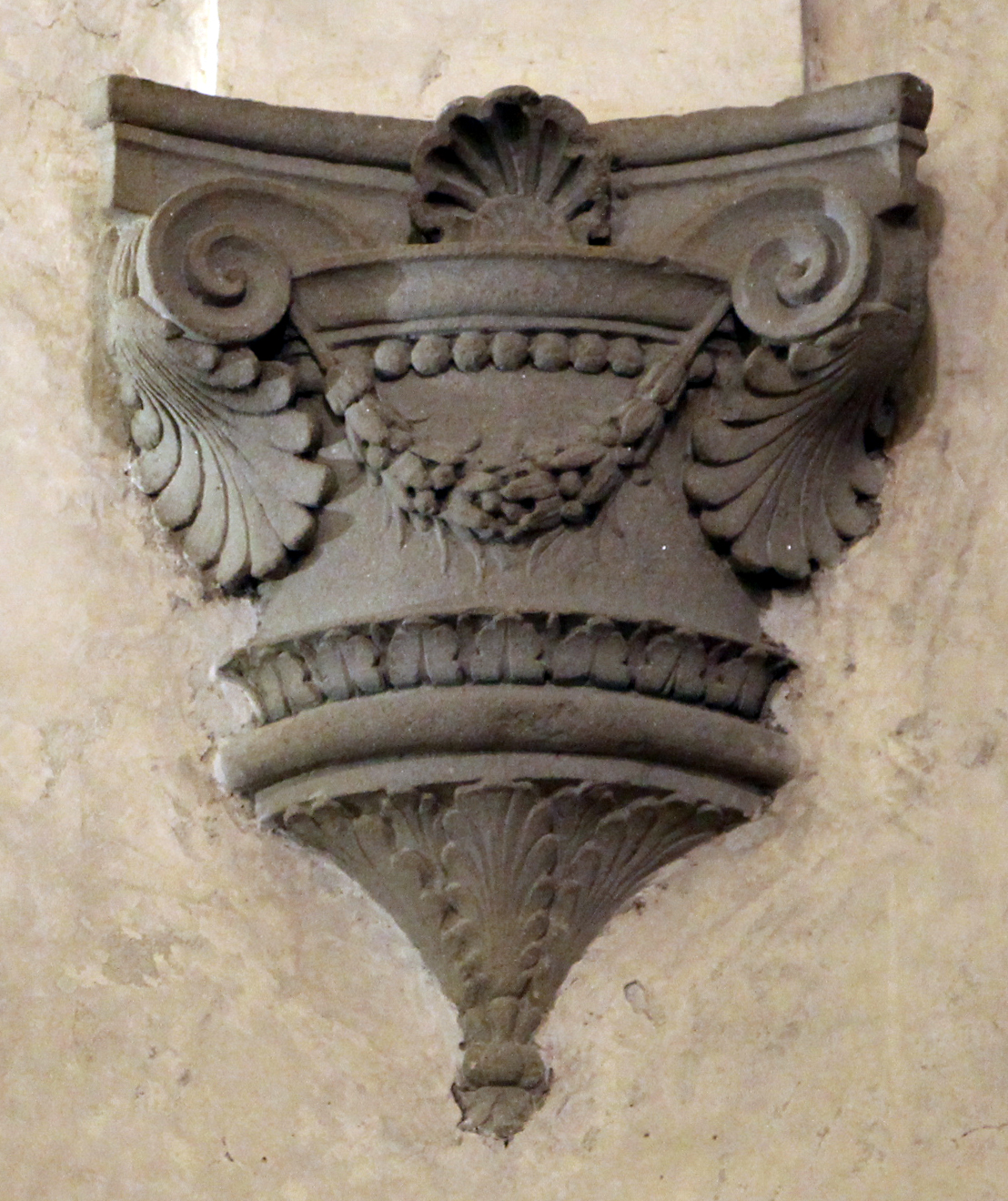
Peduccio rinascimentale decorato, Badia Fiesolana

Il peduccio è un capitello pensile sul quale si appoggia un arco o una volta. 
A differenza del capitello vero e proprio non poggia su un pilastro o una colonna, ma sta "appeso" al muro, come una mensola incassata. Il peduccio è di solito decorato al pari dei capitelli.
È un elemento tipico degli ambienti coperti con volte a crociera.